# قعقاع (اسم)
قعقاع هو اسم علم مذكر من أصل عربي، ومعناه هو صوت السلاح.

## وصلات خارجية
- موسوعة السلطان قابوس لأسماء العرب نسخة محفوظة 5 أبريل 2019 على موقع واي باك مشين.